# Psyence
A Psyence hide japán gitáros és énekes második szólóalbuma, mely 1996. szeptember 2-án jelent meg. A lemez 1. helyen végzett az Oricon slágerlistáján, 1998 végéig több mint 400 000 példányban fogyott és ezzel platina minősítést szerzett. A lemez megjelenését a Psyence a Go Go turné követte 19 fellépéssel.

## Háttér
Az album címadó dala big band/dzsesszkompozíció, rézfúvósokkal, azonban a lemez túlnyomó részt mégis indusztriális rock, különféle gitáreffektekkel tarkítva. A lemezen a gitár mellett hide basszusgitáron is játszott, a 16 dalból 14-ben.

## Számlista
Az összes szám szerzője hide. 
| #   | Cím                                               | Hossz |
| --- | ------------------------------------------------- | ----- |
| 1.  | Psyence                                           | 3:18  |
| 2.  | Erase                                             | 3:25  |
| 3.  | Genkai harecu (限界破裂; Hepburn: Genkai Haretsu) | 4:42  |
| 4.  | Damage                                            | 4:34  |
| 5.  | LEMONed I Scream (Choco-Chip Version)             | 2:47  |
| 6.  | Hi-Ho                                             | 5:46  |
| 7.  | Flame                                             | 5:20  |
| 8.  | Beauty & Stupid                                   | 4:06  |
| 9.  | Oedo Cowboy                                       | 1:22  |
| 10. | Bacteria                                          | 5:39  |
| 11. | Good Bye                                          | 3:59  |
| 12. | Cafe Le Psyence                                   | 1:00  |
| 13. | Lassie (Demo Master Version)                      | 3:33  |
| 14. | Pose                                              | 4:57  |
| 15. | Misery (Remix Version)                            | 5:10  |
| 16. | Atomic M･O･M                                      | 2:38  |